# Beillé
Beillé település Franciaországban, Sarthe megyében. Lakosainak száma 543 fő (2022. január 1.). Beillé Tuffé Val de la Chéronne, Vouvray-sur-Huisne, La Chapelle-Saint-Rémy, Connerré és Duneau községekkel határos.

## Népesség
A település népességének változása:
| Lakosok száma | 530  | 546  | 531  | 528  | 528  | 529  | 529  | 530  | 543  |
|               | 2013 | 2015 | 2016 | 2017 | 2018 | 2019 | 2020 | 2021 | 2022 |